# Miltogramma audacis
Miltogramma audacis är en tvåvingeart som beskrevs av Zumpt och Stimie 1965. Miltogramma audacis ingår i släktet Miltogramma och familjen köttflugor. Inga underarter finns listade i Catalogue of Life.